# برلسون (تگزاس)
برلسون، تگزاس(به انگلیسی: Burleson, Texas) شهری در ایالت تگزاس از ایالات جنوبی ایالات متحده آمریکا است. در سرشماری سال ۲۰۰۰، جمعیت این شهر ۳۴۳۵۰ نفر اعلام شد.